# Кириллова, Фаина Михайловна
Фаина Михайловна Кириллова (29 сентября 1931, Зуевка, Нижегородский край — 29 сентября 2024) — белорусский математик. Член-корреспондент Национальной академии наук Беларуси (1996), доктор физико-математических наук (1968), профессор (1972). Заслуженный деятель науки Республики Беларусь (2002).

## Биография
В 1954 году окончила Уральский государственный университет. С 1954 года по 1962 год работала ассистентом в Уральском политехническом институте. С 1960 года в Уральском отделении АН СССР. Кандидатская диссертация была защищена в 1962 г. в МГУ по теме «Задачи качественной теории оптимального регулирования» (научный руководитель Н. Н. Красовский). C 1962 по 1967 год работала старшим научным сотрудником в Уральском политехническом институте. В 1967 году защитила в Ленинградском государственном университет имени А. А. Жданова докторскую диссертацию по теме «О некоторых применениях функционального анализа в теории оптимальных процессов».
C 1967 года по приглашению Е. А. Барбашина работала в Институте математики Национальной академии наук Беларуси. До 1969 года занимала должность старшего научного сотрудника, с 1970 года заведующий отделом. С 2007 года — главный научный сотрудник отдела математической теории систем.
Научные труды по оптимальному управлению, конструктивных методах оптимизации и их приложениям. Разработала математический аппарат исследования систем с задержкой на управляемость и наблюдаемость, принцип квазимаксимума для дискретных систем, универсальную форму необходимых условий оптимальности для широкого класса систем управления, конструктивную теорию экстремальных задач, программные средства для ЭВМ. Занималась изучением динамических систем в режиме реального времени.

## Труды
Автор более 350 научных работ, 14 монографий.
- Габасов Р. Ф., Кириллова Ф. М. Качественная теория оптимальных процессов. — М.: Наука, 1971. — 507 с.
- Габасов Р. Ф., Кириллова Ф. М. Особые оптимальные управления. — М.: Наука, 1973. — 256 с.
- Габасов Р. Ф., Кириллова Ф. М. Оптимизация линейных систем. Методы функционального анализа. — Минск: БГУ, 1973. — 248 с.
- Методы линейного программирования / Р. Габасов, Ф. М. Кириллова. Ч. 1 : Общие задачи. — Минск : Издательство БГУ, 1977. — 173 с.
- Методы линейного программирования / Р. Габасов, Ф. М. Кириллова. Ч. 2 : Транспортные задачи. — Минск : Издательство БГУ, 1978. — 238 с.
- Методы линейного программирования / Р. Габасов, Ф. М. Кириллова. Ч. 3 : Специальные задачи. — Минск : Издательство БГУ, 1980. — 367 с.
- Конструктивные методы оптимизации. Ч. 1 : Линейные задачи / Р. Габасов, Ф. М. Кириллова, А. И. Тятюшкин. — Минск : Университетское, 1984. — 213 c.
- Конструктивные методы оптимизации. Ч. 2 : Задачи управления / Р. Габасов, Ф. М. Кириллова. — Минск : Университетское, 1984. — 205 c.
- Конструктивные методы оптимизации. Ч. 3 : Сетевые задачи / Р. Габасов, Ф. М. Кириллова, О. И. Костюкова. — Минск : Университетское, 1986. — 221 с.
- Конструктивные методы оптимизации. Ч. 4 : Выпуклые задачи / Р. Габасов [и др.]. — Минск : Университетское, 1987. — 222 c.
- Конструктивные методы оптимизации. Ч. 5 : Нелинейные задачи / Р. Габасов [и др.]. — Минск : Университетское, 1998. — 389 с.
- Gabasov R., Kirillova F. M., Prischepova S. Optimal feedback control (англ.). — London: Springer, 1995. — P. 202. — ISBN 9783540199915.

## Награды
- Премия Совета Министров СССР 1986 г. за разработку и внедрение многоцелевых программных средств в инженерных расчетах.
- Премия НАН Беларуси 1995 г. за цикл работ «Разработка конструктивных методов решения экстремальных задач».
- Заслуженный деятель просвещения Вьетнама (2001)